# Traslado de sedes sociales de Cataluña de 2017

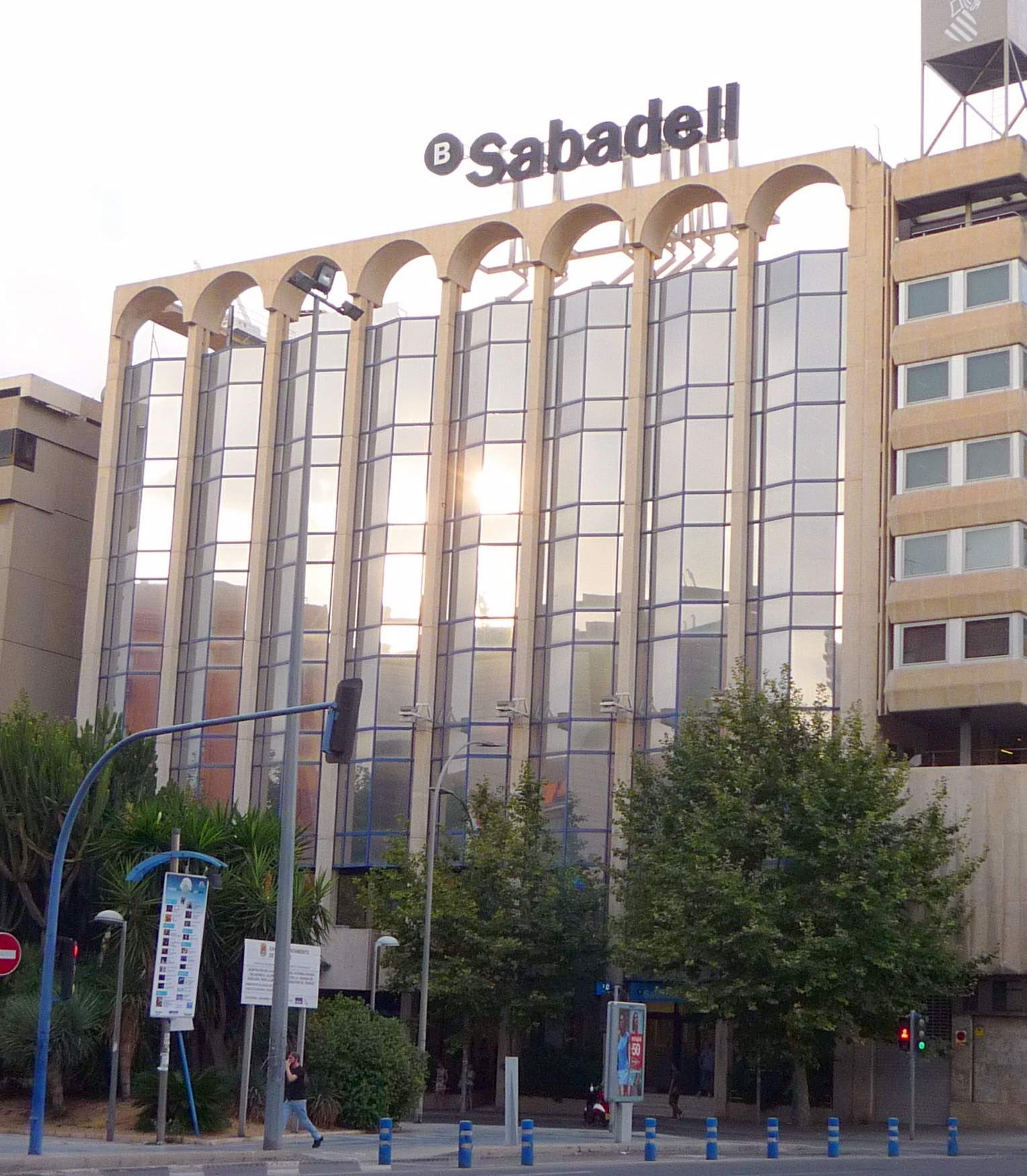
La nueva sede social del Banco Sabadell en Alicante desde octubre de 2017. Debido al clima provocado por el "proceso soberanista" se produjo la llamada "fuga de empresas" por la cual más de 3000 empresas trasladaron su sede social de Cataluña a otros lugares de España.

Se conoce como traslado de sedes sociales (también denominado como «fuga de empresas») una serie de acontecimientos que se iniciaron en octubre de 2017, cuando un conjunto de empresas y organismos decidieron trasladar su sede social de Cataluña y reubicarla en alguna otra localidad del resto de España, como consecuencia de la situación de inseguridad jurídica surgida en el marco del proceso de independencia catalán. Esta serie de traslados comenzó el 4 de octubre cuando Oryzon trasladó su sede social a Madrid, pero el desencadenante se produjo al día siguiente, cuando las dos principales entidades financieras catalanas, CaixaBank y el Banco Sabadell, anunciaron que cambiarían la sede social a Valencia y Alicante, respectivamente; tras ver cómo los inversores aplaudían la decisión tomada por Oryzon.
Según el Colegio de Registradores, durante el último trimestre de 2017, un total de 3,208 empresas solicitaron el traslado de ubicación de su domicilio social de Cataluña a otra comunidad para evitar la inestabilidad. En el mismo periodo, la Agencia Estatal de Administración Tributaria contabilizó también el traslado de más de 1000 empresas de su sede fiscal de Cataluña a otra comunidad autónoma.
Un total de 7.007 empresas han trasladado su sede social desde Cataluña a otras comunidades desde el Referéndum de independencia de Cataluña de 2017 del 1 de octubre de 2017 hasta finales del año 2020. Durante ese tiempo solo 2.509 empresas se han trasladado a Cataluña, dando en conjunto una cifra negativa de 4.498 empresas.
También es destacable la fuga de depósitos que hubo, en torno a 32600 millones de euros, de los cuales solo unos 10.000 millones habían retornado a Cataluña a finales del año 2018.

## Antecedentes
El 6 de septiembre de 2017, el Parlamento de Cataluña, en un pleno rodeado de una fuerte polémica, aprobó la convocatoria de un referéndum vinculante sobre la independencia de Cataluña, con los votos a favor de los parlamentarios de Junts pel Sí y la CUP. Los partidos de la oposición se negaron a votar dicha ley, excepto Catalunya Sí que es Pot que se abstuvo. De acuerdo a la ley de ese referéndum, se proclamaría la independencia dos días después de la publicación de los resultados oficiales si el "sí" obtenía más votos que el "no", sin requerir una participación mínima.
Dos días después, el Parlamento de Cataluña aprobó también la Ley de transitoriedad jurídica y fundacional de la República Catalana, que entraría en vigor si se proclamaba la independencia, convirtiéndose en la norma suprema del ordenamiento jurídico de la Cataluña independiente mientras no se aprobara la Constitución de la República.
Ambas leyes fueron suspendidas por el Tribunal Constitucional tras los recursos presentados por el Gobierno de España. A pesar de la suspensión, Carles Puigdemont, el Presidente de la Generalidad de Cataluña, ignoró dicha suspensión y afirmó que esas leyes seguían vigentes.

### Referéndum sobre la independencia
A pesar de encontrarse suspendido por el Tribunal Constitucional, el referéndum se celebró el día 1 de octubre de 2017, consiguiendo según la Generalidad de Cataluña un 90 % de votos favorables a la independencia con un 43 % de participación. Sin embargo dichos resultados fueron ampliamente cuestionados tanto por las irregularidades detectadas durante el proceso, como por la falta de ratificación por un órgano independiente.

## Traslados

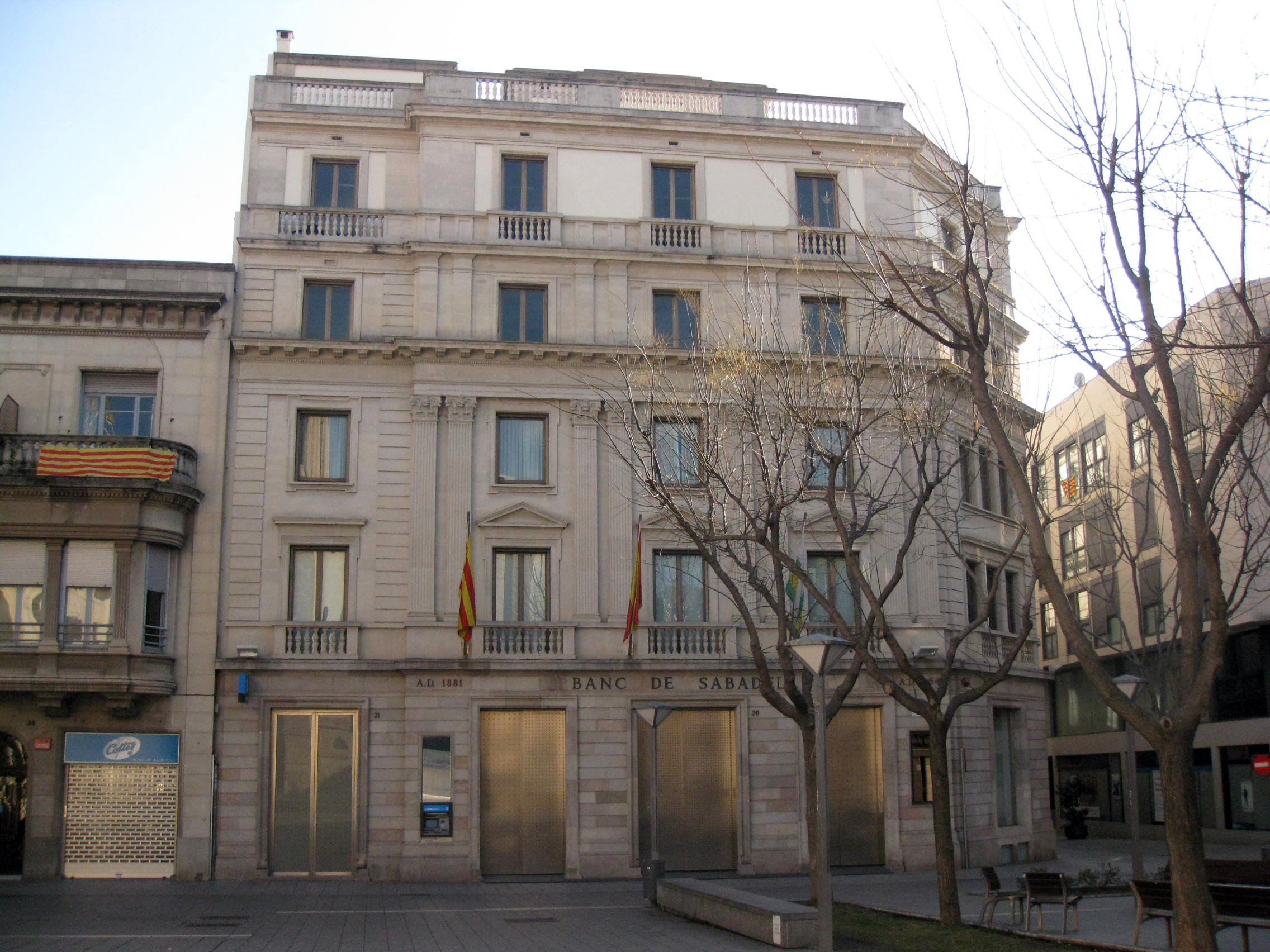
Edificio histórico del Banco Sabadell en Sabadell

Ante el anuncio del presidente de la Generalidad de Cataluña, Carles Puigdemont, de que se aplicarían los resultados del referéndum, tanto Banco Sabadell como CaixaBank confirmaron que cambiarían de emplazamiento sus sedes sociales. Los dos bancos, que los días anteriores habían sufrido importantes caídas en bolsa, expusieron que la salida de la Unión Europea provocaría que dejaran de encontrarse en el marco de la eurozona y bajo la protección del Banco Central Europeo. El mismo día que se confirmaba que CaixaBank se trasladaba a Valencia, Gas Natural, establecida en Cataluña desde 1843 y participada en un 24,4% por Criteria, explicó que trasladaba su sede a Madrid. Aquel mismo día seis empresas como Abertis, Freixenet, Dogi, Arquia o el Banco Mediolanum avisaron que propondrían medidas similares.
El día 7, a pesar de que los propietarios de CaixaBank habían asegurado que el traslado a Mallorca era para asegurarse la cobertura del BCE, la fundación La Caixa también anunció que cambiaría su sede social a la isla balear. Según anunciaron, esta decisión seguiría vigente mientras se mantuviera la situación que vivía Cataluña. Criteria, participada al 100% por La Caixa, también mudó su sede a Palma.
El 9 de octubre, las empresas Abertis, Colonial y Cellnex aprobaron el traslado de sus sedes a Madrid tras aprobación de sus respectivos consejos de administración.
El 11 de octubre, Château de Montsoreau - Museo de Arte Contemporáneo anunció que repatriaría a Francia su colección de obras del collectivo Art & Language depositada en 2010 en el Museo de Arte Contemporáneo de Barcelona (MACBA) debido a la inestabilidad política en Cataluña.

### Reforma legislativa
El Consejo de Ministros del Gobierno de España aprobó el 6 de octubre un Real Decreto Ley de medidas urgentes en materia de movilidad de empresas dentro de España. La medida permitía facilitar el traslado inmediato de aquellas empresas con sede social en Cataluña. En palabras del portavoz del Gobierno, Íñigo Méndez de Vigo, el Ejecutivo actuó a petición de "varias empresas".
El RDL "aclaró el contenido" del artículo 285 del Texto Refundido de la Ley de Sociedades de Capital para así facilitar su aplicación. En esta ley de 2010 se estableció que cualquier modificación de los estatutos sería competencia de la junta general de accionistas y que, salvo disposición en contrario de los mismos estatutos, sería el órgano de administración el competente. Sin embargo, en mayo de 2015 y en aras de la unidad de mercado (también a petición de grupos empresariales según Luis de Guindos), se amplió el ámbito de aplicación a todo el territorio nacional y se estableció que “…salvo disposición contraria de los estatutos, el órgano de administración será competente para cambiar el domicilio social dentro del territorio nacional”.
La aprobación de este Real Decreto Ley permitió el traslado de la sede social de CaixaBank esa misma tarde.

## Principales traslados

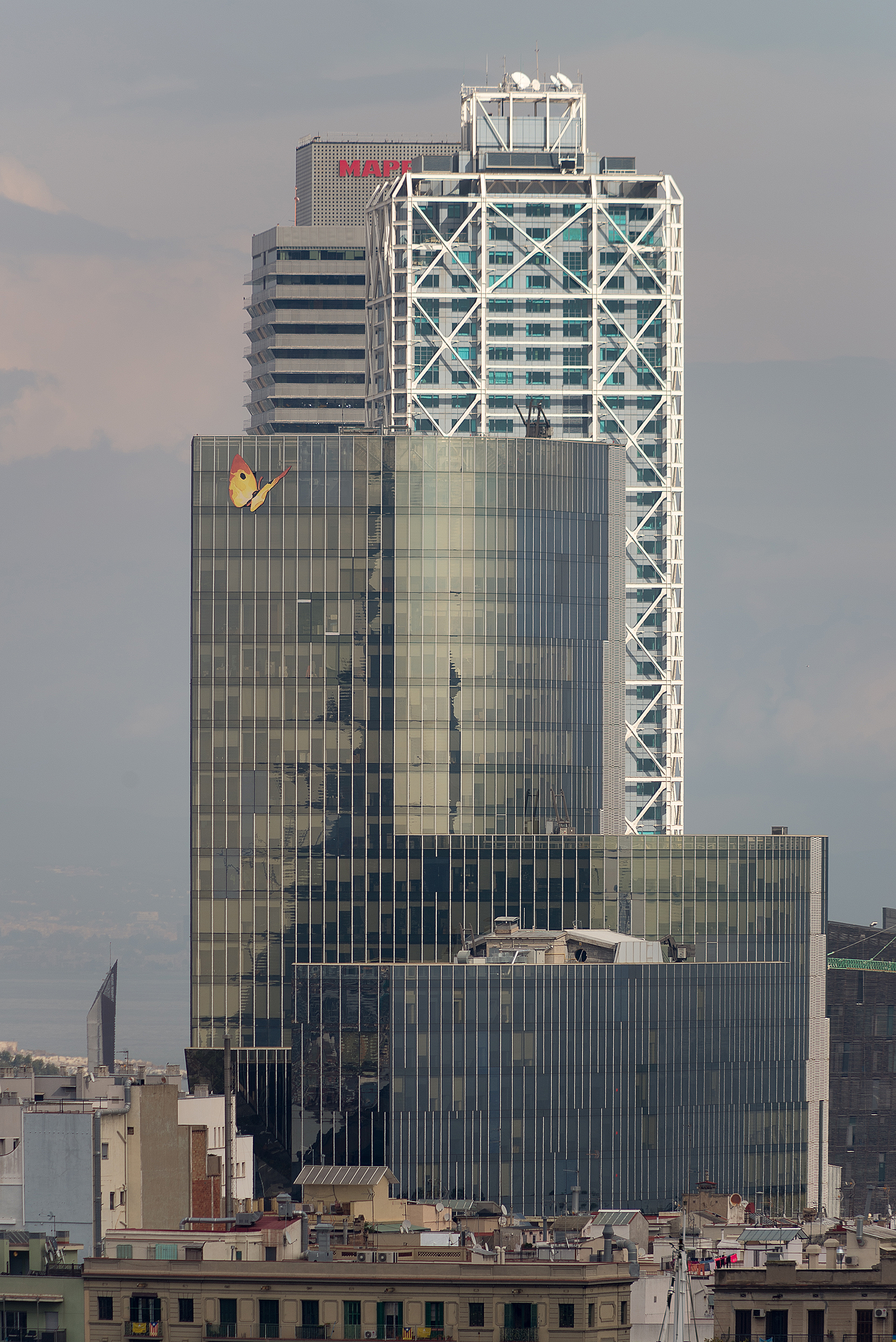
Edificio principal de Gas Natural Fenosa en Barcelona

A continuación se enumeran las empresas más destacadas que decidieron cambiar su sede social como consecuencia de la posibilidad que el Parlamento de Cataluña aprobara una declaración unilateral de independencia y otras empresas que, después de que el día 10 de octubre el presidente de la Generalidad declarara que "proponen la suspensión, durante unas semanas, de la declaración de independencia para entrar en una etapa de diálogo", trasladaron su sede social:
| Día                        | Empresa                          | Nueva sede                   |
| -------------------------- | -------------------------------- | ---------------------------- |
| 4 de octubre               | Oryzon                           | Madrid                       |
| 5 de octubre               | Banco Sabadell                   | Alicante                     |
| 5 de octubre               | Eurona                           | Rivas-Vaciamadrid (Madrid)   |
| 6 de octubre               | CaixaBank                        | Valencia                     |
| 6 de octubre               | Gas Natural Fenosa               | Madrid                       |
| 6 de octubre               | Banco Mediolanum                 | Valencia                     |
| 6 de octubre               | Arquia Banca                     | Madrid                       |
| 6 de octubre               | Dogi                             | Madrid                       |
| 6 de octubre               | Proclinic Expert                 | Zaragoza                     |
| 7 de octubre               | La Caixa                         | Palma de Mallorca (Baleares) |
| 7 de octubre               | Criteria                         | Palma de Mallorca (Baleares) |
| 7 de octubre               | Aguas de Barcelona               | Madrid                       |
| 7 de octubre               | MGS Seguros                      | Zaragoza                     |
| 9 de octubre               | Abertis                          | Madrid                       |
| 9 de octubre               | Inmobiliaria Colonial            | Madrid                       |
| 9 de octubre               | Allianz Seguros                  | Madrid                       |
| 9 de octubre               | Cellnex                          | Madrid                       |
| 9 de octubre               | Cervezas San Miguel              | Málaga                       |
| 9 de octubre               | MRW                              | Valencia                     |
| 9 de octubre               | GVC Gaesco                       | Madrid                       |
| 9 de octubre               | Torraspapel                      | Madrid                       |
| 9 de octubre               | SegurCaixa Adeslas               | Madrid                       |
| 9 de octubre               | VidaCaixa                        | Madrid                       |
| CaixaBank Asset Management | Madrid                           |                              |
| 10 de octubre              | Catalana Occidente               | Madrid                       |
| 10 de octubre              | Grupo Planeta                    | Madrid                       |
| 10 de octubre              | Grupo Indukern                   | Madrid                       |
| 10 de octubre              | eDreams Odigeo                   | Madrid                       |
| 11 de octubre              | Axa Vida y Axa Pensiones         | Bilbao (Vizcaya)             |
| 11 de octubre              | Bimbo Iberia                     | Madrid                       |
| 11 de octubre              | Divina Pastora                   | Valencia                     |
| 11 de octubre              | Idilia Foods (Cola Cao, Nocilla) | Valencia                     |
| 11 de octubre              | Applus                           | Madrid                       |
| 13 de octubre              | Gesiuris                         | Madrid                       |
| 16 de octubre              | Codorníu                         | Haro (La Rioja)              |
| 16 de octubre              | TAB Batteries (filial)           | Madrid                       |
| 17 de octubre              | La Bruixa d'Or                   | Pamplona (Navarra)           |
| 17 de octubre              | Grupo Gallo                      | El Carpio (Córdoba)          |
| 18 de octubre              | Zurich España (sucursal)         | Madrid                       |
| 18 de octubre              | Volotea                          | Castrillón (Asturias)        |
| 18 de octubre              | Laboratorios Ordesa              | Huesca                       |
| 19 de octubre              | Pangaea Oncology                 | Zaragoza                     |
| 19 de octubre              | Servihabitat                     | Madrid                       |
| 20 de octubre              | Cementos Molins                  | Madrid                       |
| 23 de octubre              | InKemia                          | Tres Cantos (Madrid)         |
| 23 de octubre              | G. Risk                          | Madrid                       |
| 23 de octubre              | Invacare                         | Madrid                       |
| 24 octubre                 | Mutual Médica                    | Palma de Mallorca (Baleares) |
| 25 octubre                 | FACCSA                           | Madrid                       |
| 27 octubre                 | Agile Content                    | Madrid                       |
| 27 octubre                 | Allianz Seguros (filial)         | Madrid                       |
| 30 octubre                 | Laboratorio Stada (filial)       | Madrid                       |
| 31 octubre                 | Bandalux                         | Moraña (Pontevedra)          |
| 10 de noviembre            | Torrot                           | Zaragoza                     |
| 13 de noviembre            | Fasteners                        | Yecla (Murcia)               |
| 16 de noviembre            | Hotusa                           | Madrid                       |

## Efecto Montreal
Aunque algunos han relativizado el efecto que estos cambios puedan tener sobre la economía real de Cataluña, es posible que no sea transitorio, y provoque un daño permanente en la economía de Cataluña y su PIB. En este sentido se menciona a menudo el ejemplo del efecto sobre la economía de los referendums de independencia de Quebec y Escocia: en ambos casos muchas empresas que se trasladaron no volvieron a la sede social anterior. Se estima que Quebec, a lo largo de las últimas dos décadas, ha perdido el 30% de su tejido empresarial en beneficio de otras regiones canadienses.